# 富山市ファミリーパーク
富山市ファミリーパーク（とやましファミリーパーク）は、富山県富山市古沢にある動物園である。

## 歴史
富山市ファミリーパークは、富山市の西方、呉羽丘陵の城山公園内に位置する。
建設計画は、1971年（昭和46年）3月から数年おきに公園の構想や計画がまとめられ、1981年（昭和56年）2月に建設基本計画が決定された。1982年（昭和57年）1月10日に自然環境破壊の懸念から計画中止を求める市民の会が結成されるなど反対運動が発生したが、富山市が計画を縮小、変更した上で9月20日に建設着工、1984年（昭和59年）4月27日に竣工し翌日28日に開園する。日本動物園水族館協会に所属している。
1985年（昭和60年）4月2日には、ファミリーパーク動物友の会が結成された。
1986年（昭和61年）5月中旬、富山城址公園の松川沿いの散歩道の園舎で飼われていた動物（ニホンザル3匹、ウサギ6羽、リス1匹）がファミリーパークに移設された。
1987年（昭和62年）3月13日にはバーベキューコーナー、同年6月23日には自然散策路が、それぞれオープンしている。
2018年（平成30年）には、環境大臣が認定する「希少種保全動植物園」に、岐阜県各務原市の岐阜県世界淡水魚園水族館（アクア・トトぎふ）とともに国内で初めて認定された（第1号認定）。期間は5年間となる。
2019年（平成31年）3月15日、いしかわ動物園（石川県能美市）、大町山岳博物館（長野県大町市）、恩賜上野動物園（東京都台東区）、那須どうぶつ王国（栃木県那須郡那須町）とともにニホンライチョウの展示公開を開始した。また、同年には富山市ファミリーパークで行われているライチョウの人工繁殖事業で国内で初めて自然ふ化に成功した。これは、2015年度から環境省が恩賜上野動物園とともに繁殖事業地として選定し、2019年度までの計画で実施しているものである。
2022年（令和4年）5月3日には、入園者数が1000万人に到達した。

## シンボルマーク
シンボルマークは開園前の1983年12月2日に33点の公募の中から制定されたもので、呉羽丘陵をイメージした緑の山、その中に猿の顔と小鳥が二羽表現されている。中心の『T』は富山の『T』という意味でもある。

## 施設概略
詳細は、公式サイトの施設案内あるいは動物を楽しむを参照。

### 飼育動物の一覧

#### 動物ゾーン
キリン舎
アミメキリン・グレービーシマウマ
トラ舎
アムールトラ
子供動物園
ワラビー・プレーリードッグ・リスザル・カピバラ・ミニブタ・メンフクロウ・ウサギ・ミーアキャット ほか
カワウソ舎
ユーラシアカワウソ
バードピア
ヨウム・ルリコンゴウインコ・カンムリシロムク・アカコンゴウインコ ほか
郷土動物館
タヌキ・キツネ・ニホンアナグマ・ノウサギ・テンほか
フラミンゴ池
チリーフラミンゴ
ペンギン池
フンボルトペンギン
サル山
ニホンザル
シカ舎
ニホンジカ
イノシシ舎
イノシシ
クマ舎
ツキノワグマ
ニワトリ舎
小国・地鶏・コエヨシ・東天紅鶏・名古屋種・比内鶏・トウマル・オオシャモ・コシャモ・チャボなどの日本鶏・セキショクヤケイ
バイソン舎
アメリカバイソン・タンチョウ
カモシカ園
ニホンカモシカ
オオカミ舎
オオカミ（シンリンオオカミ）
ライチョウ舎
ライチョウ（ニホンライチョウ）
バードハウス
オオワシ・フクロウ・ヘラサギ・オシドリ ほか
ワオキツネザル舎・スバーバルライチョウ舎
ワオキツネザル・スバールバルライチョウ
レッサーパンダ舎
レッサーパンダ
ヤマネコ舎
ツシマヤマネコ
里山生態園
ニホンジカ・タヌキ・ホクリクサンショウウオ
うまや
木曽馬・野間馬・アメリカンクウォーターホース・ポニー・対州馬
やぎ牧場
トカラヤギ･シバヤギ･ヒツジ
にわとり広場
ニワトリ

#### 自然ゾーン
- とんぼの沢（トンボ、メダカなどがいる。）
- 自然散策路「ふしぎの山・ひみつの森・雑木のこみち」
- 六泉池　野鳥観察舎（カルガモ、カワセミなどがいる。）
- 樹間のこみち
- ホタルのおやど（ゲンジボタルの発生するビオトープ。6月の夜間には観察会が催される）
- カエルの谷（モリアオガエルの集団産卵地）
- ふるさとの小路（全長25mの前方後方墳「西金屋長尾塚古墳」のそばを通る）
- ムササビ村（カメラ付き巣箱とモニターが常設されており、中で寝ている野生のムササビを観察することができる。）

### 遊園地
※（）内は料金
- アニマルコースター（200円）
- 子供列車（200円）
- メリーゴーランド（200円）
- パラトルーパー（200円）
- バッテリーカー、メロディーペット（硬貨使用、200円）

かつては観覧車（高さ30m）も設置されていた（2006年（平成18年）6月25日営業休止、2007年（平成19年）撤去）。
遊園地は、開園30周年の2014年（平成26年）を目途に廃止し、自然体験ができる施設を再整備することを検討中であった
が、2024年7月現在も廃止されていない。

### レジャー施設
- バーベキュー場
- 芝生広場
- 乗馬場（乗馬を体験できる。）
- みはらし広場
- 六泉池（ボートが1回400円で利用できる）
- 自然体験センター（2005年3月12日開館[22]）

## 営業
- 所在地：富山県富山市古沢254番地
- 駐車場：1,100台収容（無料）
- 入園料：大人 500円、中学生以下 無料
  - 富山市博物館等共通パスポート（3日間有効・700円、1年間有効・1500円）対象施設[23]
- 開園時間：9時 - 16時30分
- 休園日：年末年始、3月1日から3月14日まで

## 交通アクセス
- 富山駅前より地鉄バス16系統「富大付属病院循環」ファミリーパーク前下車。